# Prosopocera indistincta
Prosopocera indistincta là một loài bọ cánh cứng trong họ Cerambycidae.